# Festival Internacional Chihuahua
Creado en la administración de Gobernador Lic. José Reyes Baeza Terrazas en el año 2005, el Festival Internacional Chihuahua “Encuentro en la Cultura” ha logrado posicionarse de manera efectiva como uno de los festivales culturales más importantes de México, gracias no solo a una programación artística que aglutina elenco regional, nacional e internacional, sino también por su vocación de reconocimiento a la pluralidad y la convivencia multicultural.
El festival ha realizado cada año más de 600 eventos de las distintas disciplinas del arte, como son teatro, danza, música, literatura, cine, pintura y fotografía; ha llevando espectáculos nacionales e internacionales a sus 67 municipios del estado de Chihuahua y ha reunido a cientos de miles de espectadores

## Origen e historia
En 2005 dentro de la administración del Gobernador José Reyes Baeza consciente de la importancia de la Cultura en el tejido social con apoyo de Instituciones Privadas se instaura el Festival Internacional Chihuahua (FICH), con el Dr. Alfredo Espinosa Aguirre como director y creador del Festival Internacional Chihuahua. El FICH se ha posicionado como uno de los Festivales Culturales de mayor importancia en México al tener una cobertura de los 67 municipios que conforman el estado más grande del país.
A lo largo de sus 8 ediciones ha presentado artistas de primer nivel como lo son: José Carreras, Filippa Giordano, Plácido Domingo, Rigoberta Menchú, Sara Brightman, Emma Shapplin, Alessandro Sfina y Mario Frangoulis por mencionar algunos de los más representativos.
La programación del Festival Internacional Chihuahua abarca eventos para público infantil, juvenil y para adultos motivando a la comunidad chihuahuense a integrarse a la cultura, que hoy en día es uno de los principales aspectos de desarrollo social.

## El Festival 2012
En su octava edición que se llevará a cabo en varios municipios del estado del 4 de septiembre al 12 de octubre contará con la presencia de Colombia, Zacatecas y el municipio de Ojinaga como invitados especiales. Además, se presentarán diversos grupos, tanto nacionales como extranjeros, que realizarán espectáculos de música, danza y teatro al aire libre, al igual que exposiciones y encuentros literarios.
Una de las propuestas culturales más destacadas es el Omáwari que tiene como finalidad denostar la riqueza de las etnias indígenas asentadas a lo largo del territorio mexicano. En este “encuentro de naciones hermanas” grupos provenientes de distintos estados y municipios danzan alrededor de una fogata para lograr la "unión de las razas".
Para este festival se tienen preparadas alrededor de 600 presentaciones de 500 artistas y agrupaciones. Entre éstos destacan en el ambiente internacional 17 Hippies de Alemania, las compañías estadounidenses Diávolo y Street Beat, Margarita la Diosa de la Cumbia, Lili Cai Chinese Dance, Paganini de España, y Okidok de Francia, entre otros.Lila Downs, Panteón Rococó y el Ballet Folclórico de Amalia Hernández también forman parte de esta programación.

## Sedes

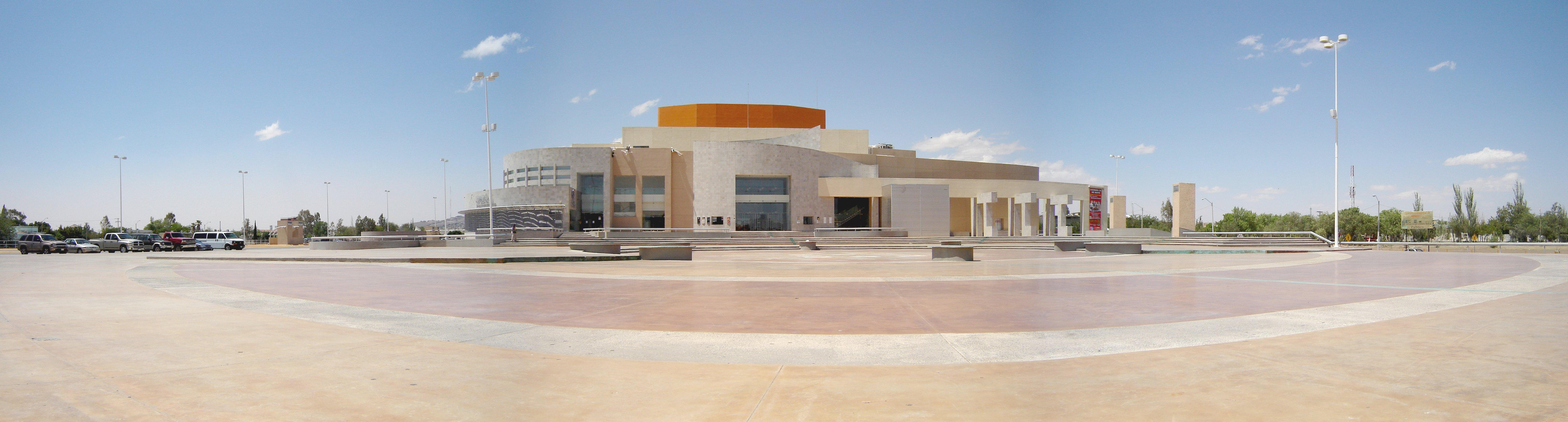
Explanada Centro Cultural Paso del Norte

En la Capital del Estado el Festival se desarrolla principalmente en el Teatro de los Héroes, Plaza del Ángel, Parque el Palomar, entre otros. En Juárez en el Centro Cultural paso del Norte; mientras que en Ciudad Delicias en Teatro de la Ciudad y Museo del Desierto Chihuahuense. Cabe mencionar que desde 2009 el Festival Internacional Chihuahua llega a los 67 Municipios del Estado con caravanas Artísticas Internacionales, Nacionales y Locales.

## Tipos de espectáculos
El Festival Internacional Chihuahua divide su programación en Caravanas Artísticas, Eventos Masivos, Teatro y Carpas Infantiles.
Esta programación incluye espectáculos de primer nivel que convocan a varios países de todo el mundo.
Los eventos masivos, caravanas artísticas y carpas infantiles son totalmente gratuitos; mientras que la programación para teatros tiene un costo significativo, pero cabe destacar que el día de cada evento teatral se regalan aproximadamente 700 boletos tanto para el Teatro de los Héroes en la Capital y Teatro Víctor Hugo Rascón Banda dentro del Centro Cultural Paso del Norte en Ciudad Juárez.

## Otros aspectos
La antigua tradición tarahumara sostiene que quienes mantienen viva, cada año, la celebración y la danza ritual, son en realidad nada menos que los Pilares del Mundo, es decir:
el grupo de elegidos por los que los dioses deciden perdonar a los que obran mal y mantener en pie el resto del universo.
El danzante, así, con su arte no sólo expresa emociones sino que dignifica y sacraliza la tierra que tocan sus pies. La metáfora, ensanchando su sentido, funciona como símbolo del arte en general y del papel que el artista, al pasar de los años y las épocas, cumple para con su sociedad.
Partiendo de esta significación ancestral, el Gobierno de Chihuahua decidió nombrar “Gawí Tónora” al máximo reconocimiento concedido por el estado a un artista chihuahuense. Poetas, narradores, compositores, artistas de la plástica y ejecutantes que han hecho sonar el nombre de Chihuahua en los más diversos espacios y latitudes, han sido ya receptores de este importante reconocimiento que rescata la antigua tradición indígena y la proyecta como un símbolo de lo mejor que ha dado Chihuahua.
También dentro del Festival se realiza el Omáwari, Encuentro de Naciones Hermanas de Chihuahua, que se lleva a cabo en las Ciudades de Juárez y Chihuahua. “Omáwari” significa en rarámuri “festividad”. Durante su participación, el público podrá presenciar las danzas, cantos y rituales de cada uno de estos grupos.
- Wikimedia Commons alberga una categoría multimedia sobre Festival Internacional Chihuahua.

## Ediciones del Festival
| Edición   | Imagen Oficial | Fechas                                        | Invitados                                              | Clausura                                             |
| --------- | -------------- | --------------------------------------------- | ------------------------------------------------------ | ---------------------------------------------------- |
| 1.º FICH  |                | Del 28 de septiembre al 9 de octubre de 2005  |                                                        | Concierto Carmina Burana                             |
| 2.º FICH  |                | Del 27 de septiembre al 8 de octubre de 2006  | Italia · Oaxaca                                        | José Carreras                                        |
| 3.º FICH  |                | De agosto a septiembre de 2007                | Canadá · Veracruz de Ignacio de la Llave · Batopilas   |                                                      |
| 4.º FICH  |                | Del 4 de septiembre al 1.º de octubre de 2008 | Brasil · Sinaloa · Cuauhtémoc                          | Plácido Domingo                                      |
| 5.º FICH  |                | Del 4 de septiembre al 2 de octubre de 2009   | España · Nuevo León · Nuevo Casas Grandes              | Sarah Brightman                                      |
| 6.º FICH  |                | Del 4 de septiembre al 1.º de octubre de 2010 | Venezuela · Durango · Juárez                           | Emma Shapplin · Alessandro Safina · Mario Frangoulis |
| 7.º FICH  |                | Del 17 de septiembre al 12 de octubre de 2011 | Argentina · Estado de México · Hidalgo del Parral      | Mariachi Vargas de Tecatitlán                        |
| 8.º FICH  |                | Del 4 de septiembre al 12 de octubre de 2012  | Colombia · Zacatecas · Ojinaga                         | Juan Luis Guerra                                     |
| 9.º FICH  |                | Del 3 de septiembre al 12 de octubre de 2013  | Chile · Jalisco · Guachochi                            | Tania Libertad                                       |
| 10.º FICH |                | Del 1 de agosto al 29 de octubre de 2014      | Francia · Nayarit · Allende                            | Intocable                                            |
| 11.º FICH |                | Del 1 de agosto al 23 de agosto de 2015.      | Países Bajos · Chiapas · Camargo                       | José Carreras                                        |
| 12.º FICH |                | Del 6 de agosto al 27 de agosto de 2016.      | China · Sonora · Nonoava                               | Miguel Bosé                                          |
| 13.º FICH |                | Del 10 de octubre al 29 de octubre de 2017.   | Estados Unidos · Baja California · Nuevo Casas Grandes |                                                      |